# 酷你酷你猪

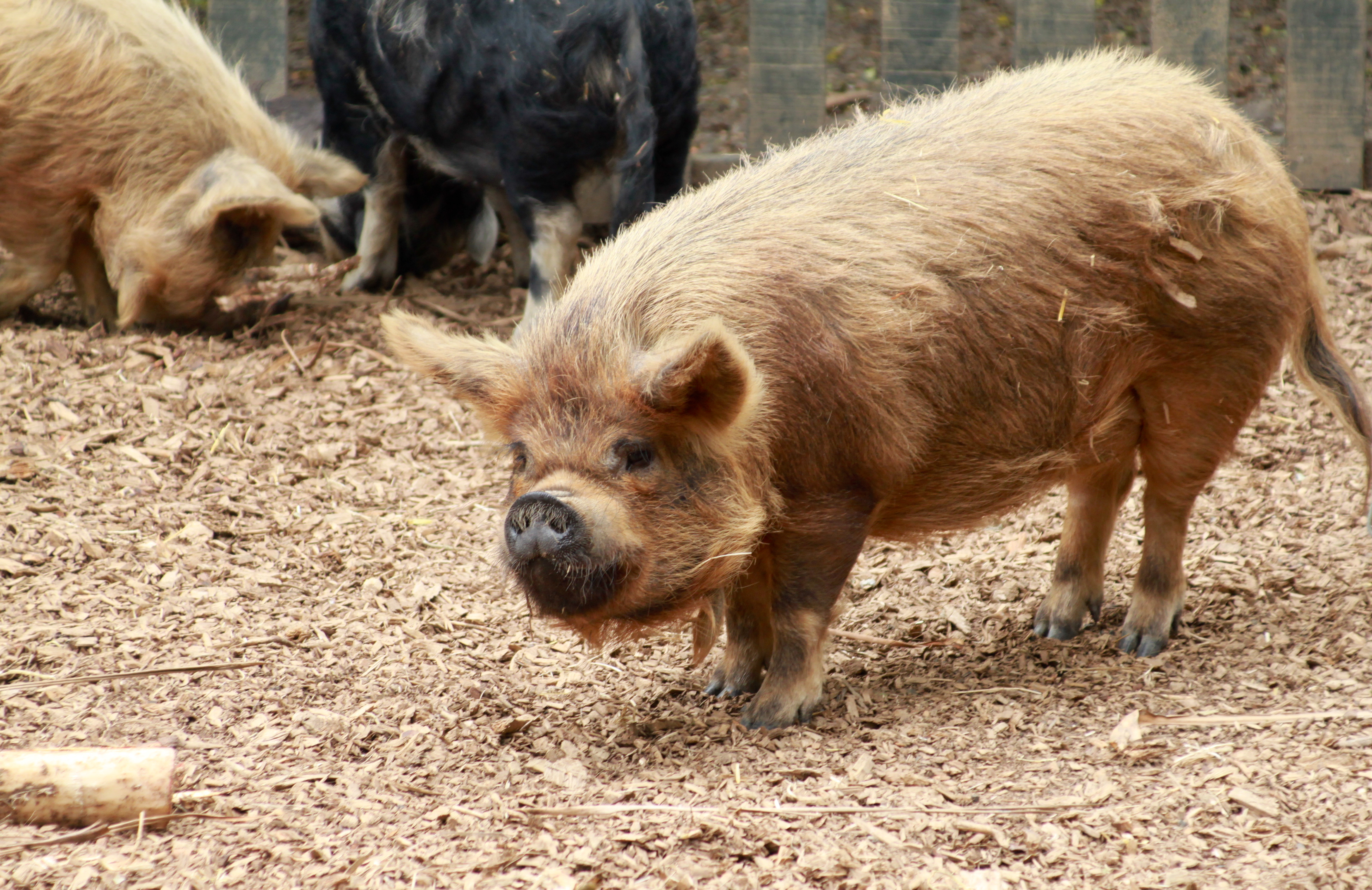
汉密尔顿动物园的酷你酷你猪

酷你酷你猪（kunekune或kune kune）是新西兰的一个小型猪品种。酷你酷你猪毛较长，体躯矮短，下颚处有肉垂。酷你酷你猪的毛色有黑白斑、赤黄色、白色、金黄色、棕褐色和褐色等。酷你酷你猪和大肚猪现在常被作为宠物饲养。

## 历史
酷你酷你猪据说是由捕鲸船或商人于19世纪早期从亚洲引入新西兰。这种猪和新西兰一种称为“库克船长”（Captain Cooker）的欧洲起源的野猪完全不同。新西兰当地的毛利人把这种猪命名为kunekune，这在毛利语中意为“肥胖且圆”。
到1980年代，只有约50头纯种酷你酷你猪存活下来。野生动物公司的Michael Willis和John Simister开始启动一项品种恢复项目，并鼓励其他人参与。截至2010年年，这一品种的存量已经恢复，在新西兰和英国都有品种协会。